# Holtum
Holtum, en limbourgeois Buchte, est un village néerlandais situé dans la commune de Sittard-Geleen, dans la province du Limbourg néerlandais. Le 1er janvier 2007, le village comptait 1 230 habitants.

## Histoire
En 1924, le village fut doté d'un arrêt sur la ligne de tramway Ruremonde - Sittard. Un aiguillage y était installé et cinq tramways s'y arrêtaient chaque jour, dans chaque sens. Le trajet jusqu'à la gare de Sittard prenait 23 minutes. En 1933, le service fut interrompu et la voie ferrée fut démantelée.[2]

## Sites remarquables
- Huize Holtum, un manoir entouré de douves datant de 1623.
- Château de Wolfrath, mentionné pour la première fois en 1386. Le bâtiment actuel, datant de 1628, est entouré de douves. Il possède une cour extérieure et est entouré d'un parc.
- L'église Saint-Martin est une basilique à trois nefs avec un clocher en pierre de marne du XIIIe siècle. Une cloche de 1646 y est suspendue.
- La chapelle du Kerkhof, située dans le cimetière près de l'église.
- La chapelle Maria, au nord-est du village.
- Le Poolmolen, un moulin à eau construit en 1662 pour le broyage du grain.
- Statue du Sacré-Cœur (1929) à l'angle des rues Panneshof et Martinus.
- Ferme située au 25 rue Klooster, datant de 1791.